# Liste der Baudenkmäler in Ebermannsdorf
Auf dieser Seite sind die Baudenkmäler in der Oberpfälzer Gemeinde Ebermannsdorf zusammengestellt. Diese Tabelle ist eine Teilliste der Liste der Baudenkmäler in Bayern. Grundlage ist die Bayerische Denkmalliste, die auf Basis des Bayerischen Denkmalschutzgesetzes vom 1. Oktober 1973 erstmals erstellt wurde und seither durch das Bayerische Landesamt für Denkmalpflege geführt wird. Die folgenden Angaben ersetzen nicht die rechtsverbindliche Auskunft der Denkmalschutzbehörde.

## Baudenkmäler nach Ortsteilen

### Ebermannsdorf
| Lage                       | Objekt                                                 | Beschreibung | Akten-Nr.             | Bild           |
| -------------------------- | ------------------------------------------------------ | --- | --------------------- | -------------- |
| Kirchberg 1 (Standort)     | Ehemaliges Hofmarkschloss                              | Ehemalige Schlosskirche, jetzt Filialkirche St. Johannes Baptist, Saalbau mit Mansardwalmdach, eingezogenem Turm mit Haube, Segmentgiebelportal und Putzgliederung, nach Plänen von Ignaz Anton Gunetzrhainer, 1721–23; mit Ausstattung Schlossgebäude, langgestreckter zweigeschossiger Massivbau mit Walmdach, Mittelrisalit mit Mansarddach, Querbau mit Mansarddach und Treppenturm mit Walmdach gegen die Schlosskirche, mit Putzgliederung, nach Plänen von Ignaz Anton Gunetzrhainer, um 1723 Schlossmauer, teils mit Putzgliederung, Korbbogentoren und Nischenfigur | D-3-71-118-1 Wikidata | weitere Bilder |
| Kirchberg 5 (Standort)     | Försterhaus                                            | Eingeschossiger Massivbau mit einseitig abgewalmtem Mansarddach und Putzgliederung, Mitte 18. Jahrhundert | D-3-71-118-3 Wikidata | BW             |
| Beim alten Turm (Standort) | Burgruine der ehemaligen Stammburg der Ebermannsdorfer | Unregelmäßiges Polygon; oktogonaler und viergeschossiger Bergfried aus Kalkstein, mit Hocheinstieg; erhaltene Teilstücke der Ringmauern als Futtermauer; 1. Viertel 12. Jahrhundert | D-3-71-118-5 Wikidata | weitere Bilder |
| Breitflecke (Standort)     | Wegkapelle                                             | Verputzter und gerade geschlossener Massivbau mit Satteldach und Stichbogenportal, wohl 18. Jahrhundert | D-3-71-118-4 Wikidata | BW             |

### Ipflheim
| Lage                  | Objekt     | Beschreibung                                                                                               | Akten-Nr.             | Bild |
| --------------------- | ---------- | --- | --------------------- | ---- |
| Ipflheim 2 (Standort) | Hofkapelle | Verputzter und dreiseitig geschlossener Massivbau mit Satteldach und Dachreiter mit hohem Aufsatz, 1843/44 | D-3-71-118-8 Wikidata | BW   |

### Pittersberg
| Lage                                               | Objekt                               | Beschreibung | Akten-Nr.              | Bild           |
| -------------------------------------------------- | ------------------------------------ | --- | ---------------------- | -------------- |
| Nähe Ortsstraße, Ortsstraße 29 und 31 a (Standort) | Katholische Pfarrkirche St. Nikolaus | Saalkirche, Massivbau mit Satteldach und eingezogenem Rechteckchor, im Kern romanisch, um 1230, Turm aus Sandsteinquadern mit polygonalem Aufsatz, Treppengiebel und Spitzhelm gotisch, Umgestaltung und Erweiterung 1861; mit Ausstattung Grabkreuz, schmiedeeisern Lourdesgrotte, frühes 20. Jahrhundert Kriegerdenkmal für die Gefallenen beider Weltkriege, Kruzifix mit Assistenzfiguren auf dreiteiligem Sockel mit Inschriftentafeln, nach 1945 | D-3-71-118-9 Wikidata  | weitere Bilder |
| Ortsstraße 28 (Standort)                           | Ehemaliges Gasthaus                  | Eingeschossiger, verputzter Massivbau mit einseitig abgewalmtem Steildach, Stützpfeilern an der Ostseite, Stichbogenlaigungen und Figurennische, barocker Bau mit Überformungen in der zweiten Hälfte des 19. Jahrhunderts, spätere Veränderungen | D-3-71-118-10 Wikidata | BW             |
| Ortsstraße 29 (Standort)                           | Pfarrhaus                            | Zweigeschossiger, verputzter Massivbau mit Walmdach und Aufzugsgaube, 18. Jahrhundert; mit Ausstattung | D-3-71-118-11 Wikidata | Pfarrhaus      |

### Schafhof
| Lage | Objekt                                                                   | Beschreibung                               | Akten-Nr.             | Bild           |
| --- | ------------------------------------------------------------------------ | ------------------------------------------ | --------------------- | -------------- |
| Bundesstraße B 85 (bei der Abzweigung nach Schwarzenfeld, 5 km nordwestlich von Pittersberg) (Standort) | Kilometerstein in Form eines Sandsteinobelisken, sogenannte Stundensäule | Bezeichnet mit „1804“(?), hierher versetzt | D-3-71-118-7 Wikidata | weitere Bilder |

## Ehemalige Baudenkmäler
In diesem Abschnitt sind Objekte aufgeführt, die früher einmal in der Denkmalliste eingetragen waren, jetzt aber nicht mehr. Objekte, die in anderem Zusammenhang also z. B. als Teil eines Baudenkmals weiter eingetragen sind, sollen hier nicht aufgeführt werden. Aktennummern in diesem Abschnitt sind ehemalige, jetzt nicht mehr gültige Aktennummern.

| Lage               | Objekt                  | Beschreibung                        | Akten-Nr.             | Bild |
| ------------------ | ----------------------- | ----------------------------------- | --------------------- | ---- |
| Au Au 6 (Standort) | Zugehöriger Steinstadel | Mit Holzaltane, 18./19. Jahrhundert | D-3-71-118-6 Wikidata | BW   |